# Мемфри
Мемфри је језероско чудовиште које наводно живи у језеру Мемфримејгог у Канади. Описује се као створење са дугачким вратом. 
Опис овог створења јако наликује на оно Чудовишта из Лох Неса. Као и за остала језерска чудовишта, не постоји доказ да ово створење заиста постоји. Задње пријављено виђење овог створења десило се 2005. године када су сведоци видели створење за које су рекли како личи на кита или плесиосаура. Тако се описују и остала језерска чудовишта. 